# Jan Harmensz. Muller
Jan Harmensz Muller (Amsterdam, 1 juli 1571 - aldaar, 18 april 1628) was een Nederlands prentenmaker, tekenaar en kunstschilder, die gerekend wordt tot de barok en de Hollandse School.

## Leven
Muller was de oudste zoon van Harmen Jansz Muller (ca. 1539-1617). Harmen Muller was prentenmaker en kunsthandelaar en leidde zijn zoon Jan op als schilder. Jan Muller werkte na zijn opleiding gedurende een periode voor de uitgeverij De Vergulde Passer van zijn vader in de Amsterdamse Warmoesstraat.
Muller woonde een deel van zijn leven in Praag, waar hij vele andere artiesten leerde kennen, onder wie Hans von Aachen en Bartholomeus Spranger. Praag was tijdens het regime van keizer Rudolf II van het Heilige Roomse Rijk opgebloeid als cultureel centrum. Hij onderhield nauwe contacten met de tevens onder keizer Rudolf II werkzame beeldhouwer Adriaen de Vries, die tot zijn aangetrouwde familie behoorde. In 1597 werd hij prentenmaker voor het keizerlijk hof.
In 1602 probeerde Muller zonder succes te bemiddelen voor keizer Rudolf II, toen die het altaarstuk Het Laatste Oordeel van Lucas van Leyden wilde kopen.
Tussen 1594 en 1602 bracht Muller waarschijnlijk veel tijd door in Rome en Napels.
Hierna keerde hij terug naar Amsterdam en na de dood van zijn vader zette hij tot zijn eigen dood diens uitgeverij voort. Hij liet de gehele inventaris, inclusief een aantal koperplaten, na aan zijn vrijgezelle zoon Jan.

## Werk
Het vroege werk van Muller lijkt sterk te zijn beïnvloed door het maniërisme van Bartholomeus Spranger en Hendrick Goltzius. Of hij de in Haarlem wonende Goltzius daadwerkelijk persoonlijk heeft gekend dan wel zijn eigen stijl ontwikkelde door diens tekeningen en prenten na te tekenen, is niet duidelijk. Muller werkte later in een meer naturalistische stijl, maar de invloed van het maniërisme bleef in zijn gehele oeuvre zichtbaar. In de periode waarin hij in Rome en Napels woonde, maakte hij veel gravures. Van hem zijn een honderdtal gravures bekend.
Vanuit Mullers testament is bekend dat hij ook heeft geschilderd. Toch wordt nog slechts één schilderij met zekerheid aan hem toegeschreven, Lot en zijn dochters uit 1600, al moet hij daarop zelf de signatuur van Cornelis Cornelisz. van Haarlem geplaatst hebben.

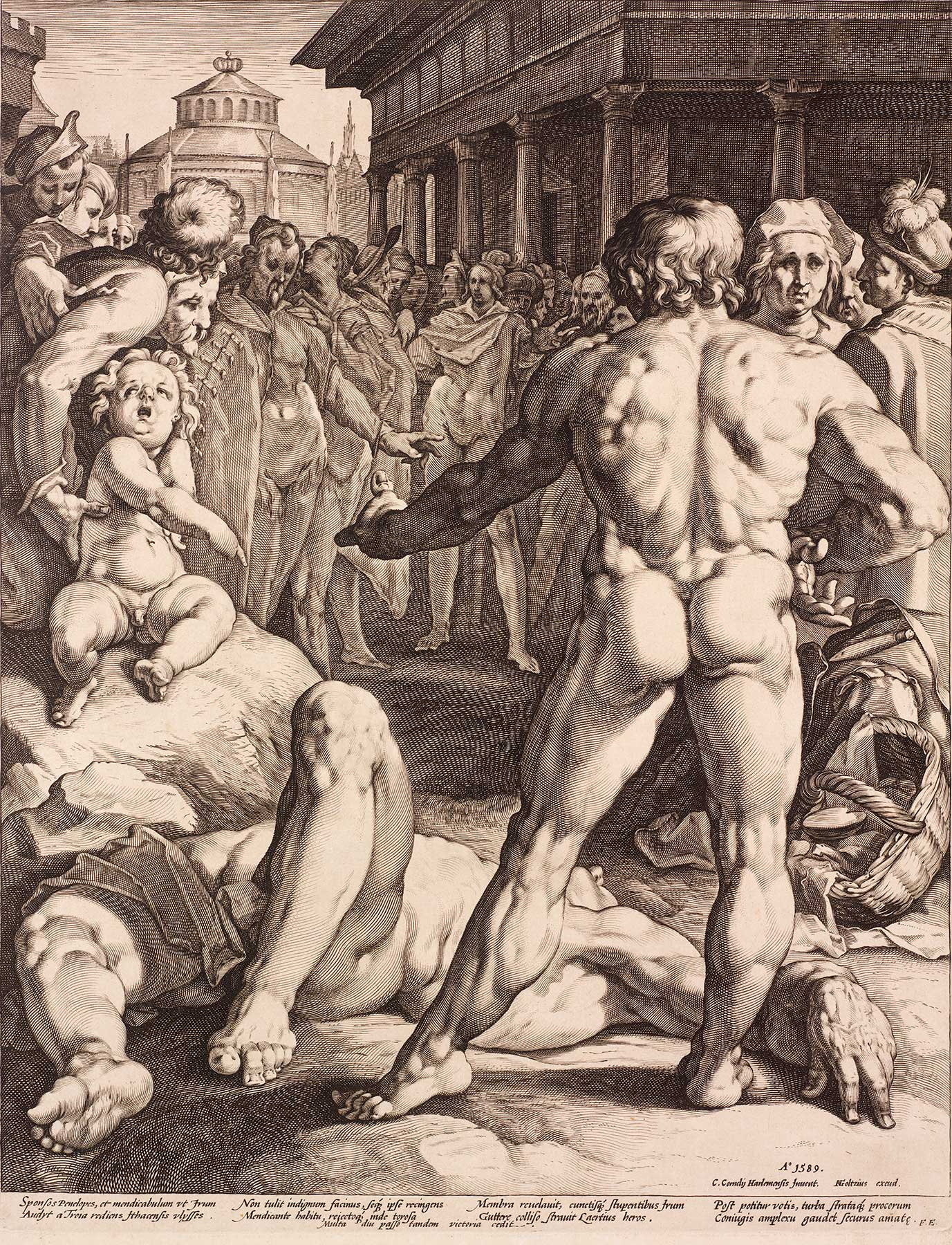
Odysseus verslaat Arnaios, 1589
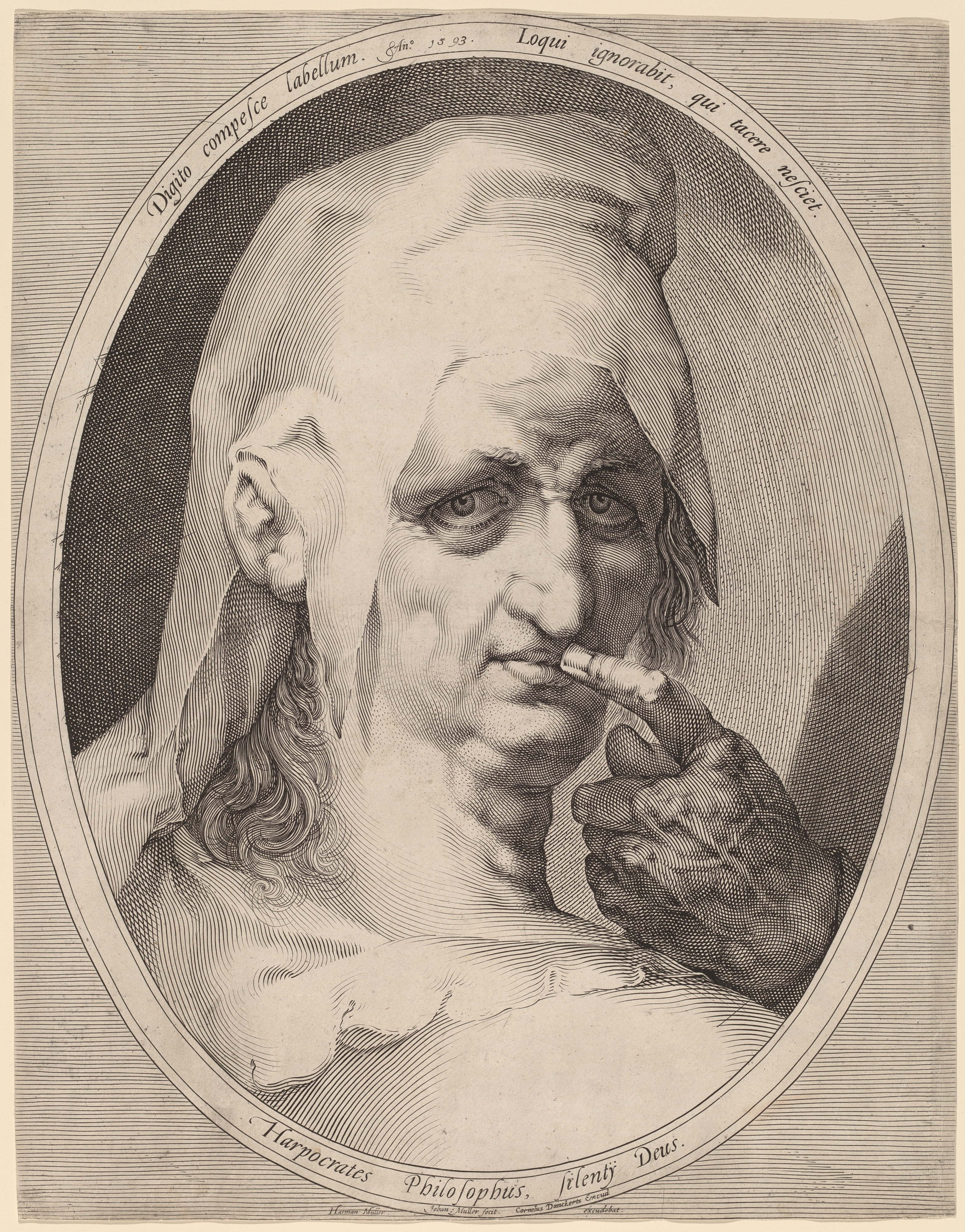
Harpocrates, 1593
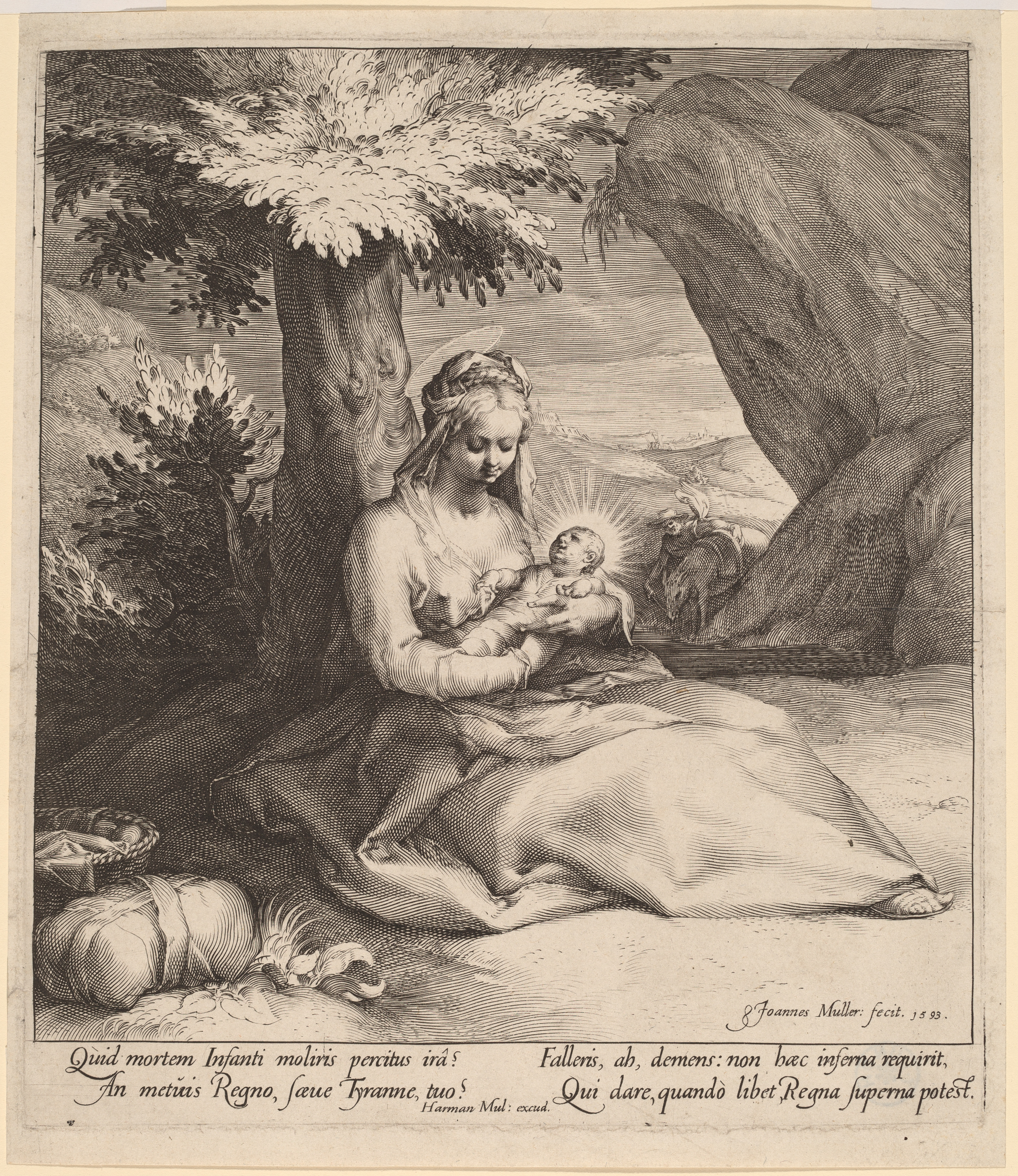
Rust tijdens de Vlucht naar Egypte, 1593
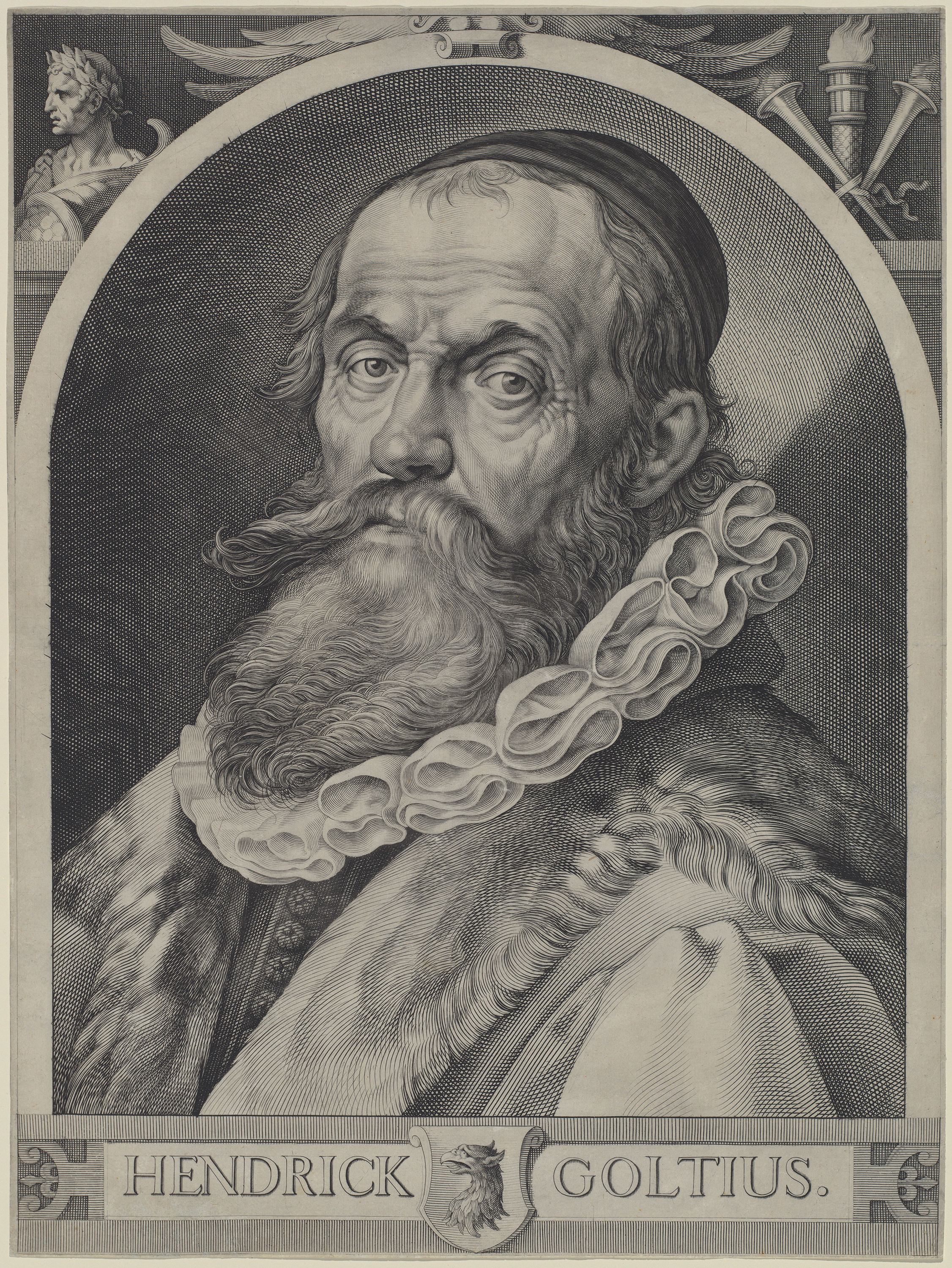
Portret van Hendrick Goltzius, 1617
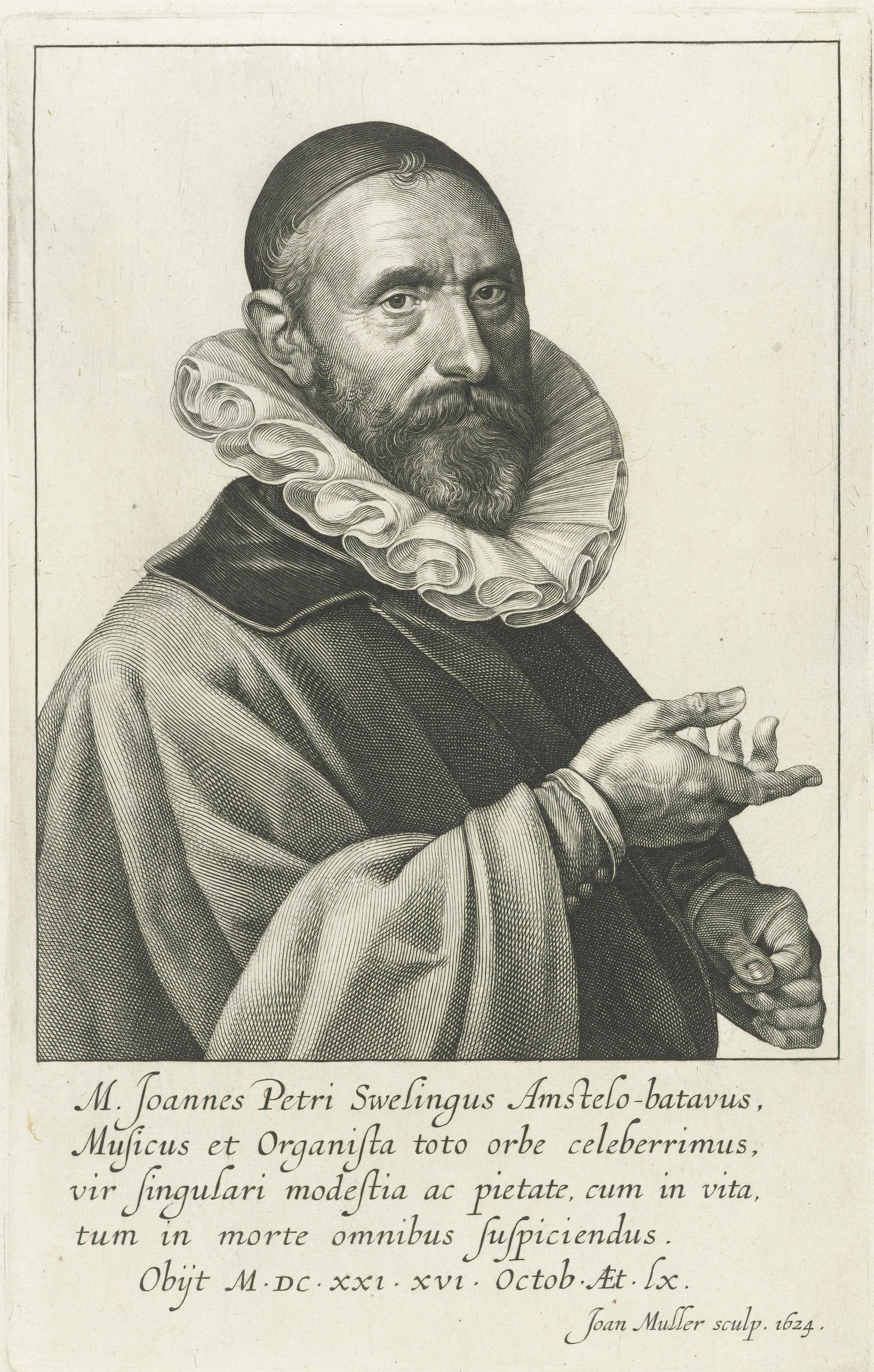
Portret van J.Pzn. Sweelinck, 1624